# Gynotroches
Gynotroches é um género botânico pertencente à família Rhizophoraceae.